# Ludwig Bock (Rechtsanwalt)
Ludwig Bock (* 1942) ist ein deutscher Rechtsanwalt. Er ist wegen Verharmlosung des Holocausts als Volksverhetzer verurteilt worden.

## Leben
Bock wurde beim 1967 gegründeten Nationaldemokratischen Hochschulbund (NHB) politisch aktiv und war bereits im Gründungsjahr Mitglied des NHB-Bundesvorstands. 1972 kandidierte Bock im Wahlkreis Freiburg für die NPD bei der Bundestagswahl. 1970 war er an einer Aktion von NPD-Landtagsabgeordneten gegen die DDR-Fahne in Ulm beteiligt. Hiernach betätigte sich Bock beim 1973 gegründeten „Nationaleuropäischen Jugendwerk“ (NEJ), das er einstweilen leitete, bevor er als Vorsitzender des Schiedsgerichts der Gesellschaft für freie Publizistik (GfP) amtierte.

## Tätigkeit als Rechtsanwalt für die Nazi-Szene
Als Beistand der ehemaligen KZ-Aufseherin Hildegard Lächert im Düsseldorfer Majdanek-Prozess wurde er 1977 bundesweit bekannt. Am 154. Verhandlungstag beantragte Bock, die Zeugin und ehemalige KZ-Insassin Henryka Ostrowska im Gerichtssaal wegen Beihilfe zum Mord festnehmen zu lassen. Sie hatte ausgesagt, in Majdanek gezwungen worden zu sein, Behälter mit Zyklon B in die Gaskammern zu bringen. Den Sachverständigen und Historiker Wolfgang Scheffler bezichtigte Bock für seine Aussage „der 1939 von Hitler entfesselte Krieg“, er betreibe „alliierte Siegerpropaganda nach 1945“. Bock bezog sich dabei positiv auf geschichtsrevisionistische Werke wie die des Buchautors David L. Hoggan und widersprach – so das Gericht – der „gesicherte[n] Erkenntnis und fast unbestrittene[n] herrschende[n] Meinung in der Geschichtsforschung“, dass Hitler den Zweiten Weltkrieg „entfesselt“ habe.
Bock vertrat unter anderem die Neonazi-Band Tonstörung, die Holocaustleugner Ernst Tag, Fredrick Toben und Sylvia Stolz sowie mehrfach den Ex-NPD-Bundesvorsitzenden Günter Deckert. Als Anwalt des Holocaustleugners Ernst Zündel zitierte Bock Passagen aus Adolf Hitlers Mein Kampf und den Rassegesetzen der Nationalsozialisten. Er war auch Verteidiger im „Neonazi-Mammutprozess“ in Koblenz.
Aufgrund eines anwaltlichen Plädoyers, in dem unter anderem der Holocaust verharmlost wurde, erfüllte Ludwig Bock den Tatbestand der Volksverhetzung und wurde zu einer Geldstrafe verurteilt. Eine Revision wurde im Jahr 2000 zurückgewiesen. So hatte Bock bei der Verteidigung des angeklagten Günter Deckert am 3. April 1997 einen Hilfsbeweisantrag vor dem Landgericht Mannheim vorgelegt, in dem er führende Repräsentanten des deutschen Staates als Zeugen dafür benennen wollte, „dass es primär massive politische Interessen“ seien, „welche dem Durchbruch der historischen Wahrheit im Zusammenhang mit dem Holocaust entgegenstehen“ würden.